# Dance Dance Danseur
Dance Dance Danseur (jap. ダンス・ダンス・ダンスール Dansu dansu dansūru) – manga autorstwa George Asakury, publikowana na łamach magazynu „Big Comic Spirits” wydawnictwa Shōgakukan od września 2015. Na jej podstawie studio MAPPA wyprodukowało serial anime, który emitowano od kwietnia do czerwca 2022 w bloku programowym Super Animeism. 

## Fabuła
Junpei Murao nie lubił baletu, ale po obejrzeniu występu pewnego mężczyzny nagle zaczął fascynować się tą sztuką. Po tragicznej śmierci ojca porzucił balet, aby być „męskim”. Jednak pewnego dnia w jego szkole pojawia się nowa uczennica, Miyako Godai, która ponownie rozbudza w nim miłość do baletu.

## Bohaterowie
- Junpei Murao (jap. 村尾 潤平 Murao Junpei)

Seiyū: Daiki Yamashita 
- Ruō Mori (jap. 森 流鶯 Mori Ruō)

Seiyū: Kōki Uchiyama 
- Miyako Godai (jap. 五代 都 Godai Miyako)

Seiyū: Kaede Hondo 
- Misaki Yasuda (jap. 安田 海咲 Yasuda Misaki)

Seiyū: Kōhei Amasaki 
- Yamato Takura (jap. 田倉 大和 Takura Yamato)

Seiyū: Kōtarō Nishiyama 
- Natsuki Oikawa (jap. 生川 夏姫 Oikawa Natsuki)

Seiyū: Misato Fukuen 
- Kotobuki Himenokōji (jap. 姫乃小路 寿 Himenokōji Kotobuki)

Seiyū: Jun Inoue 

## Manga
Pierwszy rozdział mangi został opublikowany 14 września 2015 w magazynie „Big Comic Spirits”. W maju 2024 seria została zawieszona ze względu na operację Asakury, a jej publikację wznowiono we wrześniu tego samego roku. Wydawnictwo Shōgakukan zebrało rozdziały mangi do wydań w formacie tankōbon, których pierwszy tom ukazał się 12 lutego 2016.
| Nr | Data wydania (język japoński) | ISBN (język japoński)  |
| -- | ----------------------------- | ---------------------- |
| 1  | 12 lutego 2016                | ISBN 978-4-09-187449-8 |
| 2  | 12 maja 2016                  | ISBN 978-4-09-187607-2 |
| 3  | 12 września 2016              | ISBN 978-4-09-187775-8 |
| 4  | 12 grudnia 2016               | ISBN 978-4-09-189331-4 |
| 5  | 12 kwietnia 2017              | ISBN 978-4-09-189435-9 |
| 6  | 12 lipca 2017                 | ISBN 978-4-09-189632-2 |
| 7  | 12 października 2017          | ISBN 978-4-09-189658-2 |
| 8  | 12 stycznia 2018              | ISBN 978-4-09-189777-0 |
| 9  | 12 kwietnia 2018              | ISBN 978-4-09-189855-5 |
| 10 | 9 sierpnia 2018               | ISBN 978-4-09-860002-1 |
| 11 | 12 listopada 2018             | ISBN 978-4-09-860182-0 |
| 12 | 12 lutego 2019                | ISBN 978-4-09-860216-2 |
| 13 | 10 maja 2019                  | ISBN 978-4-09-860281-0 |
| 14 | 9 sierpnia 2019               | ISBN 978-4-09-860377-0 |
| 15 | 12 grudnia 2019               | ISBN 978-4-09-860458-6 |
| 16 | 12 marca 2020                 | ISBN 978-4-09-860561-3 |
| 17 | 11 czerwca 2020               | ISBN 978-4-09-860631-3 |
| 18 | 12 października 2020          | ISBN 978-4-09-860748-8 |
| 19 | 12 stycznia 2021              | ISBN 978-4-09-860805-8 |
| 20 | 12 kwietnia 2021              | ISBN 978-4-09-861076-1 |
| 21 | 10 września 2021              | ISBN 978-4-09-861121-8 |
| 22 | 28 grudnia 2021               | ISBN 978-4-09-861207-9 |
| 23 | 30 marca 2022                 | ISBN 978-4-09-861261-1 |
| 24 | 30 sierpnia 2022              | ISBN 978-4-09-861395-3 |
| 25 | 12 kwietnia 2023              | ISBN 978-4-09-861500-1 |
| 26 | 9 sierpnia 2023               | ISBN 978-4-09-862539-0 |
| 27 | 12 grudnia 2023               | ISBN 978-4-09-862615-1 |
| 28 | 11 kwietnia 2024              | ISBN 978-4-09-862688-5 |
| 29 | 12 listopada 2024             | ISBN 978-4-09-863028-8 |
| 29 | 12 maja 2025                  | ISBN 978-4-09-863416-3 |

## Anime
W kwietniu 2021 ogłoszono, że Dance Dance Danseur otrzyma adaptację w formie telewizyjnego serialu anime. Seria została jest wyprodukowana przez studio MAPPA, a reżyserem jest Munehisa Sakai. Scenariusz napisała Yoshimi Narita, postacie zaprojektowała Hitomi Hasegawa, a muzykę skomponowała Michiru. Anime było emitowane od 9 kwietnia do 18 czerwca 2022 w bloku Super Animeism na kanałach MBS, TBS i innych. Motywem otwierającym jest „Narihibiku kagiri” autorstwa Yuki, natomiast końcowym „Kaze, hana” zespołu Hitorie. Licencję na dystrybucję serii zakupił Crunchyroll.

### Lista odcinków
| №  | Tytuł | Premiera         |
| -- | --- | ---------------- |
| 1  | There’s No Way I’m Doing That Ballet Thing! Yaru wake nē daro, barē nante! (やるわけねーだろ、バレエなんて！)             | 9 kwietnia 2022  |
| 2  | I Can’t Be Friends With Someone Like Him! Kore wa…… tomodachi ni narenai taipu da! (これはっ……友達になれないタイプだっ！) | 16 kwietnia 2022 |
| 3  | What Does It Mean to Be Manly? Otokorashiitte, nanda? (男らしいって、なんだ？)                                            | 23 kwietnia 2022 |
| 4  | I Can Do Ballet Now Ore, mō barē odotte iin da, ze (俺、もうバレエ踊っていいんだッ、ぜっ)                                 | 30 kwietnia 2022 |
| 5  | I Can’t Die Now Shine, nē daro (死ね、ねーだろっ)                                                                         | 7 maja 2022      |
| 6  | Why Am I Doing Ballet? Ore, nande barē yatten da? (俺、なんでバレエやってんだ？)                                          | 14 maja 2022     |
| 7  | Ah, I’m So Embarrassed Hī, mō, hazu (ひぃ〜、もうっ、恥っ)                                                                | 21 maja 2022     |
| 8  | Oh, I Wanna Do It Again!! Ā mokkai yaritē!! (あ―もっかいやりてぇーっ！！)                                                 | 28 maja 2022     |
| 9  | I Wanna Get Better, Too! Ore datte, motto umaku naritēn da yo! (俺だって、もっと上手くなりてぇんだよっ！)                 | 4 czerwca 2022   |
| 10 | Miyako… You Need to Be by His Side Miyako wa, aitsu no soba ni……ite yannakya (都は、あいつの側に……いてやんなきゃ)         | 11 czerwca 2022  |
| 11 | Oh, I Think I Love Classical Ballet A, ore, kurashikku barē, suki ka mo (あ、俺、クラシックバレエ、好きかも)              | 18 czerwca 2022  |